# Pasquale Paoli

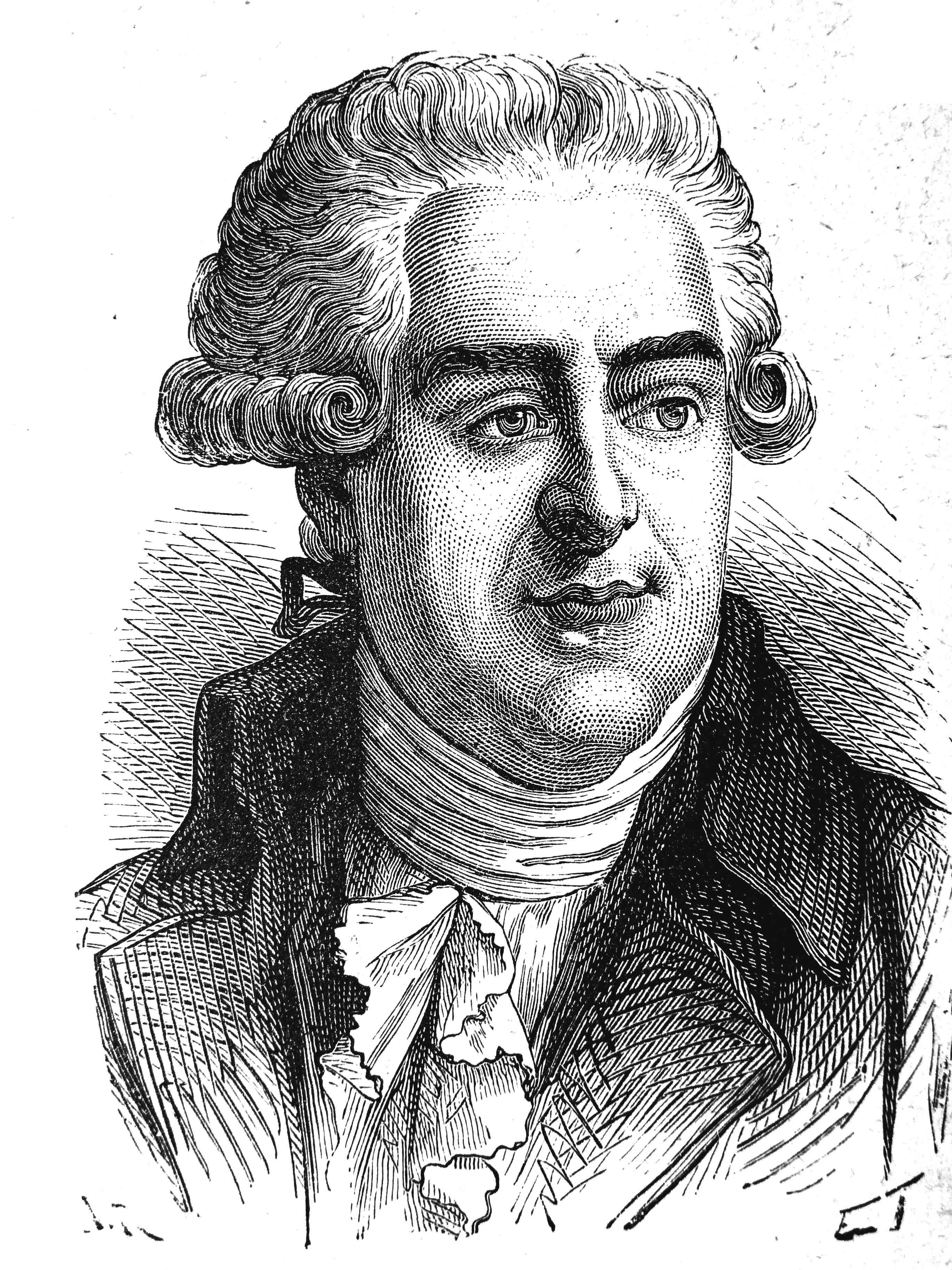
Pasquale Paoli

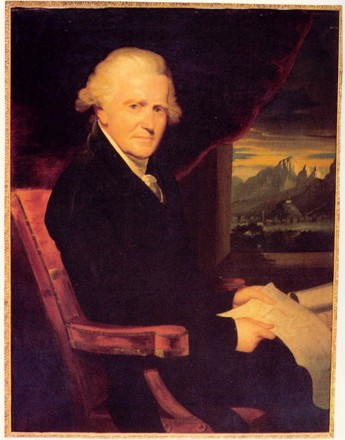
Paoli im Alter

Pasquale Paoli (Italienisch: Filippo Antonio Pasquale de Paoli, Korsisch: Filippu Antone Pasquale de Paoli, Französisch: Pascal Paoli) (* 6. April 1725 in Stretta/Morosaglia, Korsika; † 5. Februar 1807 in London) war ein korsischer Revolutionär und Widerstandskämpfer.

## Korsika
Pasquale Paoli wurde 1725 in Stretta in der Gemeinde Morosaglia auf Korsika geboren. Sein Vater, der General Giacinto Paoli, war im kurzlebigen Königreich Korsika unter König Theodor I. von Korsika eine Art Premierminister und ging 1739 mit seinem jüngsten Sohn Pasquale ins Exil nach Neapel. 1755 kehrte Paoli als 30-jähriger Fähnrich der korsischen Garde des Königs nach Korsika zurück und bekämpfte als Kommandant an der Spitze der korsischen Guerilla die Genueser. Es gelang ihm, diese aus dem Landesinneren zu vertreiben und in wenigen Hafenstädten einzuschließen.
Im gleichen Jahr gab Paoli Korsika eine demokratische Verfassung und regierte Korsika vorübergehend. Er ernannte Corte zur Hauptstadt. Unter anderem war er mit der Familie Buonaparte befreundet, die mit ihm gegen den korsischen Gegner Marius Matra kämpfte. Carlo di Buonaparte, Napoléons Vater, arbeitete an einer korsischen Verfassung mit und wurde Paolis rechte Hand. 
Als die Genueser die Insel am 15. Mai 1768 an Frankreich bis zur Wiederauslösung übergaben, bekämpfte Paoli die Franzosen. 1768 mussten sich diese, die mit 10.000 Mann gelandet waren, zurückziehen. Ein Jahr später landeten jedoch 22.000 Mann unter der Führung des Comte de Vaux und schlugen die Korsen am 9. Mai 1769 in der Schlacht bei Ponte Novu. Paoli streckte die Waffen und wählte das Exil. 1790 beschloss die revolutionäre Nationalversammlung den endgültigen Anschluss Korsikas an Frankreich.

## Leben im Exil
Auf seinem Weg nach England wurde Paoli in ganz Europa als Freiheitsheld empfangen und geehrt. Er traf unter anderem Joseph II. sowie Goethe, der in Dichtung und Wahrheit später diese Begegnung beschrieb:
Paolis Leben war vom Kampf für das Ziel einer geeinten korsischen Nation gekennzeichnet. Dafür ging er wechselnde Allianzen mit Frankreich und England ein und unterhielt Kontakte mit Jean-Jacques Rousseau, Friedrich dem Großen, Katharina II. von Russland, dem Papst, den jungen Vereinigten Staaten von Amerika, dem Türkensultan und dem Bey von Tunis.
Für die amerikanischen Rebellen spielte Paoli eine zweischneidige Rolle: Einerseits war sein korsisches Projekt Vorbild, andererseits versuchte man den in England im Exil lebenden Paoli für die eigene Sache einzunehmen. Dass sich Paoli nicht vor den Wagen der amerikanischen Revolutionäre spannen ließ, hat seinen Einfluss dort stark gemindert, erklärt sich aber unter anderem dadurch, dass er sich durch Zahlungen des englischen Königs finanzierte, dem er sich dadurch verpflichtet fühlte.
Im Zuge der Französischen Revolution kehrte Paoli noch einmal über Frankreich, wo ihn die Revolutionäre als Helden und Vorkämpfer empfingen, nach Korsika zurück. Mit der Radikalisierung entfremdete sich der liberale Paoli der Revolution. Gegen Frankreich und für eine erneute Unabhängigkeit Korsikas suchte er das Bündnis mit England, was zur kurzfristigen Errichtung des anglo-korsischen Königreichs führte, das den Engländern im Kampf gegen Frankreich einen wichtigen Stützpunkt im Mittelmeer vor den Küsten Frankreichs sichern sollte. 
Obwohl er 47 Jahre seines Lebens im Exil verbrachte, ist sein Wirken für Korsika heute noch unübersehbar: Die einzige Universität Korsikas in Corte geht auf ihn zurück. Auch die heutige Flagge Korsikas geht auf seine Initiative zurück – er führte sie im Jahr 1762 ein, wobei er ein älteres Symbol aufgriff und etwas umgestaltete. Paoli genießt auch heute noch ein hohes Ansehen auf Korsika, die Korsen bezeichnen ihn als „U Babbu di a patria“, „Der Vater des Vaterlandes“. Paoli starb 1807 in London. Seine letzte Ruhestätte hatte er als einer von wenigen Nicht-Briten in der Westminster Abbey in London erhalten, wo heute noch eine Gedenkplatte mit Aufzählung seiner Leistungen an ihn erinnert. 1889 wurden seine Gebeine in die Familienkapelle in Morosaglia auf Korsika umgebettet. In Ajaccio auf Korsika wurde für ihn das Paoli-Denkmal errichtet.